# 指导民主 (印度尼西亚)
指导民主，也被称为旧秩序（Orde Lama），是印度尼西亚从1959年至1966年“新秩序”开始之前实行的政治制度。这一时期紧随苏加诺总统结束印度尼西亚自由民主时期之后，苏加诺为了政治稳定而将权力集中化。他宣称该制度是基于传统村庄讨论与共识的体系，这一过程是在村庄长老的指导下进行的。然而，在国家层面上，这意味着在苏加诺的领导下实行集权统治：实行戒严法、大幅削减公民自由和民主规范；同时，印度尼西亚国民军和印度尼西亚共产党成为主要的权力集团。
苏加诺提出将民族主义、宗教和共产主义三者融合为一种合作性的“纳沙贡”政府理念。这个方案旨在满足印度尼西亚政治中的四大派系——军队、世俗民族主义者、伊斯兰团体和共产党。借助军方的支持，他于1959年宣布实施指导民主，并提议组建一个代表所有主要政党的内阁，包括印度尼西亚共产党，尽管后者实际上从未获得实际的内阁职务。